# Tweede Kamerverkiezingen 2010/Kandidatenlijst/Trots op Nederland
De kandidatenlijst voor de Tweede Kamerverkiezingen 2010 van Trots op Nederland (TON) werd op 22 april 2010 bekendgemaakt. De nummer twee van de lijst, Arthur van der Putte, werd reeds op 19 april bekendgemaakt.

## De lijst
- schuin: voorkeurdrempel overschreden

1. Rita Verdonk - 49.992
2. Arthur van der Putte - 446
3. Carel Hoffman - 112
4. Kees Koppens - 184
5. Dirk Uittenbogaard - 106
6. Roel Martens - 69
7. Olof-Jan Smits - 51
8. Mark Liedekerken - 244
9. André Hanekamp - 52
10. Hanno Hoekstra - 63
11. Jacques Arntz - 107
12. Luc van Hoek  - 77
13. Suzanne den Dulk-Winder - 310
14. Martin Hagen - 50
15. André Jansen - 36
16. Harry Bakker - 76
17. Reginald Melchers - 57
18. Fred Kruijer - 35
19. Koos Bergwerff - 44
20. Hein Stulemeijer - 31
21. Nicole Bakker - 91
22. Dolf Mauritz - 22
23. Loet Donkers - 15
24. René Lancee - 43
25. Anna Maslow - 77
26. Paul Huzemeier - 8
27. Nathalie de Groot - 150
28. Mark Lucas - 83
29. Henri Baldwin - 74
30. Leo Valkestijn - 70
31. Annemieke Schuller - 152

CDA · PvdA · SP · VVD · PVV · GroenLinks · ChristenUnie · D66 · PvdD · SGP · Nieuw Nederland · TON · MenS · Heel Nederland · Partij één · Lijst 17 · Piratenpartij · Lijst 19 (EPN)
2010 · 2021